# Lakewood, Washington
Lakewood este un oraș din comitatul Pierce, Washington. Populația sa a fost de 58.163 de locuitori la recensământul din 2010. 

## Istorie
Lakewood a fost înființat oficial la 28 februarie 1996. Printre numele sale istorice se numără Tacoma / Lakewood Center și Lakes District (acest nume a fost folosit la recensământul SUA din 1970 și 1980). Lakewood este al doilea oraș ca mărime din comitatul Pierce și găzduiește districtul școlar Clover Park, districtul Lakewood Water, Fort Steilacoom Park și Western State Hospital, un spital de psihiatrie regional de stat.
Castelul Thornewood a fost construit în vecinătatea orașului Tacoma, în zona care acum este Lakewood.  

## Persoane notabile
- Zach Banner, jucător profesionist de fotbal american
- Llewellyn Chilson, soldat al armatei SUA
- Edgar N. Eisenhower, avocat și fratele președintelui SUA Dwight D. Eisenhower
- William Hardin Harrison, general al armatei SUA și primul primar din Lakewood
- Adre-Anna Jackson, un caz nerezolvat de moarte
- Jermaine Kearse, jucător profesionist de fotbal american
- Craig Lancaster, romancier
- James S. Russell, amiral al armatei SUA